# Wiener Stadtsenat und Landesregierung
Der Wiener Stadtsenat ist seit 1. Juni 1920 die Stadtregierung und seit 10. November 1920 die Stadt- und Landesregierung Wiens.
Am 1. Juni 1920 trat die vom Niederösterreichischen Landtag am 29. April beschlossene Änderung des Gemeindestatuts für die Stadt Wien in Kraft, womit der neu eingeführte Stadtsenat den bisherigen Stadtrat ersetzte. Das Gesetz definierte auch die Organe Gemeinderat, Bürgermeister, amtsführende Stadträte, Gemeinderatsausschüsse, Bezirksvertretungen und -vorsteher und Magistrat neu und schuf ein Kontrollamt.
Am 10. November 1920 trat das Bundes-Verfassungsgesetz, die mit Novellen bis heute geltende österreichische Verfassung, die Wien als Gemeinde und als Bundesland definiert, in Kraft. Sie bestimmte, dass der Wiener Stadtsenat zugleich die Funktionen der Wiener Landesregierung ausübt.
Am gleichen Tag wurde vom Wiener Gemeinderat, der zum ersten Mal als Landtag fungierte, entsprechend der Bundesverfassung die Verfassung der Bundeshauptstadt Wien (kurz: Wiener Stadtverfassung, WStV) beschlossen, die auch Wiens Funktionen als Bundesland im Detail regelt; sie wurde als erste Vorschrift überhaupt im neuen Landesgesetzblatt für Wien kundgemacht und trat am 18. November 1920 in Kraft. Die Stadtverfassung ersetzte das Gemeindestatut, übernahm aber die im Frühjahr 1920 eingeführten Neuregelungen.
Der Stadtsenat ist das leitende Verwaltungsorgan der Stadt. Seine Mitglieder bilden zugleich die Wiener Landesregierung, die Exekutive Wiens als Bundesland. Stadtsenat und Landesregierung halten ebenso wie Gemeinderat und Landtag trotz der Personenidentität getrennte Sitzungen ab, bei denen jeweils entweder Gemeinde- oder Landesagenden behandelt werden.
Bürgermeister/Landeshauptmann und amtsführende Stadträte sind verwaltungsmäßig Teil des Magistrats der Stadt Wien/Amtes der Wiener Landesregierung. An der Spitze von Stadtsenat, Landesregierung und Magistrat stand von 1994 bis zum 24. Mai 2018 Bürgermeister und Landeshauptmann Michael Häupl, seither ist es Michael Ludwig.

## Wahlverfahren, Ressortverteilung
Nach § 34 Abs. 3 der Wiener Stadtverfassung gehören dem Stadtsenat bzw. der Wiener Landesregierung (ohne den Bürgermeister bzw. Landeshauptmann) mindestens neun und höchstens fünfzehn Stadträte an. Die Anzahl der Stadträte wird nach der Landtags- und Gemeinderatswahl gemäß § 34 Abs. 2 WStV mit einfacher Mehrheit des Gemeinderates bestimmt. Dabei sind zu berücksichtigen: die möglichen Varianten zwischen Minimal- und Maximalgröße des Stadtsenats, die von der regierenden Partei oder Koalition gewünschte Anzahl amtsführender Stadträte und die sich dadurch für die Opposition ergebende Anzahl von Stadträten ohne Ressort.
Nach der Wahl des Bürgermeisters bzw. Landeshauptmanns erfolgt die Aufteilung der Stadtratsmandate nach dem Proportionalwahlrecht, wobei das D’Hondt-Verfahren eingesetzt wird, das auch bei Nationalratswahlen zur Mandatsverteilung dient. Nach der Ermittlung legen die Fraktionen dem scheidenden Stadtsenat jeweils einen Wahlvorschlag für die von ihnen in den neuen Stadtsenat zu entsendenden Mitglieder vor. Für die Wahl der Stadtsenatsmitglieder im Gemeinderat, zuletzt im November 2020, genügt in der Folge die Mehrheit der Stimmen der anspruchsberechtigten Partei. Bei der Abstimmung sind zudem nur Stimmen gültig, die auf einen gültigen Wahlvorschlag lauten. Zwei Stadträte werden gemäß § 34 Abs. 4 und 5 WStV zu Vizebürgermeistern gewählt. Der Gemeinderat hat im November 2020 die aktuelle Konfiguration beschlossen; siehe Landesregierung und Stadtsenat Ludwig II und Landesregierung und Stadtsenat Ludwig III.
Nicht alle Mitglieder des Stadtsenats müssen für Geschäftsbereiche verantwortlich sein (§ 36 WStV). Neben den derzeit sieben amtsführenden Stadträten kann es daher in Wien auch Stadträte (offiziell ohne jeden Zusatz in der Funktionsbezeichnung) geben; sie werden zur besseren Unterscheidbarkeit von ihren amtsführenden Kollegen inoffiziell als Stadträte "ohne Geschäftsbereich" oder als "nicht amtsführende Stadträte" bezeichnet. Die nicht amtsführenden Stadträte (derzeit fünf) verfügen zwar über Sitz und Stimme im Stadtsenat, leiten jedoch keine Geschäftsgruppe und übernehmen im Magistrat keine Funktion; ihre Bedeutung ist umstritten. Eine Abschaffung der nicht amtsführenden Stadträte bedürfte (auch) einer Änderung des Bundes-Verfassungsgesetzes, in dessen Art. 117 Abs. 5 die proportionale Vertretung der in den Gemeinderat gewählten Parteien im Gemeindevorstand geregelt ist.
Die ÖVP und die Grünen halten seit November 2020 je zwei nicht amtsführende Stadträte, die FPÖ einen. Sieben amtsführende Stadträte kommen von den Koalitionsfraktionen SPÖ und NEOS.
Nicht amtsführende Stadträte werden mit demselben Gehalt entlohnt wie Stadträte mit Ressorts.

## Alleinregierungen und Koalitionen
Seit der Gründung der Republik 1918 und der Einführung des allgemeinen und gleichen Wahlrechts für Frauen und Männer 1919 hat die Mehrheitspartei der Sozialdemokraten 1919–1934, 1973–1996 und 2001–2010 den Bürgermeister und alle amtsführenden Stadträte gestellt (1934–1945 bestand keine demokratische Stadtregierung). Die ÖVP konnte 1945–1973 und 1996–2001 unter SPÖ-Bürgermeistern als Koalitionspartei amtsführende Stadträte stellen. Nach der Gemeinderatswahl 2010 kam eine Koalition der SPÖ mit den Grünen zustande, die vom 25. November 2010 bis November 2020 eine amtsführende Stadträtin stellten, die auch Vizebürgermeisterin war. Nunmehr koaliert die SPÖ mit NEOS.

## Aufgaben des Stadtsenats
Die Aufgaben des Stadtsenats umfassen den Beschluss wichtiger Verwaltungsangelegenheiten wie Personalangelegenheiten und die Beratung über Anträge der Geschäftsgruppen bzw. deren amtsführender Stadträte, die dem Wiener Gemeinderat zur Entscheidung vorgelegt werden müssen. Der Stadtsenat erstellt zudem jährlich den Budgetvorschlag und den Rechnungsabschluss der Stadt Wien und legt ihn dem Gemeinderat zur Entscheidung vor. (Beide Rechenwerke enthalten auch die aus Landeskompetenzen entstehenden Einnahmen und Ausgaben; es besteht kein separates Wiener Landesbudget.)
In Personalangelegenheiten bestellt der Stadtsenat auf Vorschlag des Bürgermeisters den Magistratsdirektor (zugleich Landesamtsdirektor), entscheidet über die Beförderung städtischer Bediensteter und gewährt Mitarbeitern Remunerationen, das sind freiwillige Zahlungen für besondere Leistungen oder Verdienste. Der Stadtsenat repräsentiert die Stadt Wien nach außen. Zudem erstellt der scheidende Stadtsenat nach der Gemeinderatswahl den Vorschlag für die Wahl der neuen Stadträte. Der Stadtsenat beschließt Beschwerden der Stadtverwaltung an den Verwaltungs- bzw. den Verfassungsgerichtshof und entscheidet über die Zuständigkeiten der Gemeinderatsausschüsse, sofern Zweifel bestehen. In seiner Notkompetenz kann der Stadtsenat in bestimmten Fällen der Dringlichkeit Beschlüsse des Gemeinderates oder eines Gemeinderatsausschusses ersetzen.
Der Stadtsenat fungiert als Kollegialorgan. In Gemeindeangelegenheiten und in solchen der mittelbaren Bundesverwaltung, die Wien als Land zu vollziehen hat, sind die amtsführenden Stadträte allfälligen Weisungen des Bürgermeisters unterworfen.

## Funktionsweise der Landesregierung
Die Mitglieder des Wiener Stadtsenats bilden seit 10. November 1920 (seit damals hat Wien die Rechte eines Bundeslandes; die verfassungsmäßige und besitzrechtliche Trennung von Niederösterreich war mit 1. Jänner 1922 abgeschlossen) zugleich die Wiener Landesregierung. Der Bürgermeister amtiert diesfalls als Landeshauptmann, die Stadträte amtieren als Landesräte. Die Landesregierung ist oberstes Organ der Vollziehung des Landes. Die Landesregierungen sind in Österreich Kollegialorgane, d. h. kein Mitglied kann einem anderen Mitglied Weisungen erteilen. Ausgenommen davon sind vom Land zu vollziehende Agenden der mittelbaren Bundesverwaltung, in denen die Bundesregierung bzw. der zuständige Ressortminister dem Landeshauptmann Weisungen erteilen kann. Führt der Landeshauptmann die betreffende Agende nicht selbst durch, muss er solche Weisungen an das zuständige Landesregierungsmitglied weitergeben. Die Aufgaben der Landesregierung sind in der Bundesverfassung, in Bundesgesetzen, in der Wiener Stadtverfassung (die zugleich Landesverfassung ist) und in Wiener Landesgesetzen definiert.

## Arbeitsweise, Publikationsorgane
Sitzungen des Stadtsenats bzw. der Landesregierung finden im Allgemeinen monatlich im Stadtsenatssaal des Wiener Rathauses statt. An den Sitzungen nimmt der Magistratsdirektor gemäß § 41 Abs. 2 WStV als höchstrangiger Beamter der Stadtverwaltung mit beratender Stimme teil. Es handelt sich in den Sitzungen weitgehend nur um formale Diskussionen und Abstimmungen. Die zu treffenden Entscheidungen werden in Stadträten der Opposition nicht zugänglichen Vorbesprechungen der amtsführenden Stadträte vereinbart, die meist wöchentlich abgehalten werden.
Die von Stadtsenat und Landesregierung gefassten Beschlüsse werden (ebenso wie die Beschlüsse von Gemeinderat und Gemeinderatsausschüssen) im wöchentlich erscheinenden Amtsblatt der Stadt Wien veröffentlicht. Auf Grund von Gesetzen erlassene Verordnungen der Landesregierung oder einzelner ihrer Mitglieder werden (ebenso wie vom Landtag beschlossene Landesgesetze) gemäß § 138 WStV im nach Bedarf erscheinenden Landesgesetzblatt für Wien publiziert, dessen gültiger Rechtsbestand (ohne Garantie der Richtigkeit) elektronisch eingesehen werden kann. Die Landesgesetzblätter 1920–1934 sind in Kopien der Originale auf der Website der Österreichischen Nationalbibliothek zu finden.

## Mitglieder von Stadtsenat und Landesregierung
Die folgende Tabelle führt zu Listen der Stadtratsmitglieder 1919–1920 und der Stadtsenats-/Landesregierungsmitglieder seit 1920 (ausgenommen 1934–1945).
| Wahlperiode                 | Regierungszeit                                           | Bezeichnung                               |
| --------------------------- | -------------------------------------------------------- | ----------------------------------------- |
| 22. Periode                 | 2025–                                                    | Landesregierung und Stadtsenat Ludwig III |
| 21. Periode                 | 2020–2025                                                | Landesregierung und Stadtsenat Ludwig II  |
| 20. Periode                 | 2018–2020                                                | Landesregierung und Stadtsenat Ludwig I   |
| 20. Periode                 | 2015–2018                                                | Landesregierung und Stadtsenat Häupl VI   |
| 19. Periode                 | 2010–2015                                                | Landesregierung und Stadtsenat Häupl V    |
| 18. Periode                 | 2005–2010                                                | Landesregierung und Stadtsenat Häupl IV   |
| 17. Periode                 | 2001–2005                                                | Landesregierung und Stadtsenat Häupl III  |
| 16. Periode                 | 1996–2001                                                | Landesregierung und Stadtsenat Häupl II   |
| 15. Periode                 | 1994–1996                                                | Landesregierung und Stadtsenat Häupl I    |
| 15. Periode                 | 1991–1994                                                | Landesregierung und Stadtsenat Zilk III   |
| 14. Periode                 | 1987–1991                                                | Landesregierung und Stadtsenat Zilk II    |
| 13. Periode                 | 1984–1987                                                | Landesregierung und Stadtsenat Zilk I     |
| 13. Periode                 | 1983–1984                                                | Landesregierung und Stadtsenat Gratz IV   |
| 12. Periode                 | 1978–1983                                                | Landesregierung und Stadtsenat Gratz III  |
| 11. Periode                 | 1973–1978                                                | Landesregierung und Stadtsenat Gratz II   |
| 10. Periode                 | 1973                                                     | Landesregierung und Stadtsenat Gratz I    |
| 10. Periode                 | 1970–1973                                                | Landesregierung und Stadtsenat Slavik     |
| 10. Periode                 | 1969–1970                                                | Landesregierung und Stadtsenat Marek II   |
| 9. Periode                  | 1965–1969                                                | Landesregierung und Stadtsenat Marek I    |
| 9. Periode                  | 1964–1965                                                | Landesregierung und Stadtsenat Jonas IV   |
| 8. Periode                  | 1959–1964                                                | Landesregierung und Stadtsenat Jonas III  |
| 7. Periode                  | 1954–1959                                                | Landesregierung und Stadtsenat Jonas II   |
| 6. Periode                  | 1951–1954                                                | Landesregierung und Stadtsenat Jonas I    |
| 6. Periode                  | 1949–1951                                                | Landesregierung und Stadtsenat Körner III |
| 5. Periode                  | 1946–1949                                                | Landesregierung und Stadtsenat Körner II  |
| Provisorisch, nicht gewählt | 1945–1946                                                | Landesregierung und Stadtsenat Körner I   |
| 4. Periode                  | 1932–1934                                                | Landesregierung und Stadtsenat Seitz III  |
| 3. Periode                  | 1927–1932                                                | Landesregierung und Stadtsenat Seitz II   |
| 2. Periode                  | 1923–1927                                                | Landesregierung und Stadtsenat Seitz I    |
| 1. Periode                  | Stadtrat: 1919–1920 Stadtsenat und Landesreg.: 1920–1923 | Landesregierung und Stadtsenat Reumann    |
| Prov. Gemeinderat           | 1918–1919                                                | Stadtrat Weiskirchner                     |

## Sprachgebrauch
Obwohl das Bundesland verfassungsmäßig in Österreich einen höheren Rang einnimmt als die Stadtgemeinde, werden die politischen Gremien und Mandatare in Wien mit ihren gemeindebezogenen Begriffen bezeichnet. Dies ist darauf zurückzuführen, dass Wien über Jahrhunderte eine Stadtgemeinde war, bevor die Organe der Stadtgemeinde zusätzlich die Aufgaben der Organe eines Bundeslandes übernahmen. Dabei blieben Landes- und Gemeindeorgane rechtlich selbstständig: Landtag und Gemeinderat führen getrennte Sitzungen durch. Da Bürgermeister und Stadtsenat in erster Linie Organe der Gemeinde sind, werden sie in einer Gemeinderatssitzung, nicht in einer Landtagssitzung gewählt. Erst in zweiter Linie haben sie auch die Funktion eines Landeshauptmanns und einer Landesregierung.
Ein weiterer Grund dürfte sein, dass die städtischen Aufgaben der Großstadt Wien wesentlich umfangreicher und bedeutender sind als die Landeskompetenzen. Die Stadtverwaltung hat daher jahrzehntelang als Gemeinde Wien firmiert, wie z. B. auf den Gemeindebauten des Roten Wien der Zwischenkriegszeit zu lesen ist, und propagiert heute für ihre Tätigkeit den Begriff Stadt Wien.